# Connie Talbot
Connie Talbot (sinh ngày 20 tháng 11 năm 2000) là ca sĩ trẻ sinh ra tại Streetly, West Midlands, Anh. Cô được biết đến từ năm 2007 khi cô lọt vào vòng chung kết cuộc thi "Britain's Got Talent" trên truyền hình và giành giải nhì, chỉ sau Paul Potts.
Không lâu sau đó, cô đã ký hợp đồng với hàng thu âm Rainbow và bắt đầu sản xuất album đầu tay của cô, "Over the Rainbow", được phát hành vào ngày 26/11 năm 2007. Album đã được tái bản vào ngày 18/6/2008 với một ca khúc mới, và single đầu tiên trong album "Three little birds" đã được phát hành vào ngày 10/6/2008.
Mặc dù nhận được khá nhiều lời chỉ trích từ các nhà phê bình nhưng album đầu tiên của Connie vẫn bán được hơn 250000 bản trên toàn thế giới và là album được tìm kiếm nhiều nhất tại 3 quốc gia. Sau khi phát hành album đầu tay, Connie đã biểu diễn trước khán giả và trên truyền hình ở cả châu Âu và châu Á, những nơi mà người ta biết đến giọng ca ngọt ngào của Connie qua YouTube. Dù bận bịu với sự nghiệp ca hát của mình nhưng Connie vẫn tiếp tục theo học văn hóa tại trường tiểu học Blackwood và sống cùng cha mẹ tại Streetly. Mẹ cô là bà Sharon, công nhân tại nhà máy điện và cha là ông Gavin, một kĩ sư. Ngoài ra Connie còn có một em trai là Josh và em gái là Molbie. Hai ca khúc "Signature song" và "Over the Rainbow" đã được Connie hát trong đám tang của bà ngoại mình. Đó chính là những bài hát mà bà ngoại cô rất thích khi xem cô biểu diễn. Connie nói rằng cô tin bà ngoại đang xem cô hát và giúp cô tự tin tại "Britain's Got Talent show".
Bị ảnh hưởng không nhỏ từ sự nổi tiếng của mình nhưng cha mẹ Connie làm mọi cách để hạn chế tối đa những phiền phức đến với cô con gái yêu của mình.